# Центральный государственный архив Кировской области
Центральный государственный архив Кировской области (КОГБУ ЦГАКО) — Кировское областное государственное бюджетное учреждение, главный архив Кировской области. Одно из старейших и наиболее полных по составу документов региональных архивохранилищ России.

## История
Основу современного архива составляют коллекции Вятского губернского архива, образованного 8 мая 1918 года. В 1929 году он был преобразован в окружной архив, а в 1930 году — в отделение Нижегородского краевого архива. С 1934 года — Кировский краевой архив, с декабря 1936 года — Государственный архив Кировской области.
До 1989 года одно из архивохранилищ ГАКО располагалось в здании Успенского собора Трифонова монастыря. 
6 ноября 2018 года распоряжением Правительства Кировской области КОГБУ «Государственный архив Кировской области» (ГАКО), КОГБУ «Государственный архив социально-политической истории Кировской области» (ГАСПИКО) и КОГБУ «Государственный архив документов по личному составу Кировской области» (ГАЛСКО) были объединены в единый «Центральный государственный архив Кировской области» (ЦГАКО).

## Структурные подразделения

### По работе с документами государственных органов
Образовано как государственное учреждение 8 мая 1918 года под названием «Вятский губернский архив». 3 февраля 1925 года разделён на два архива: Архив Октябрьской революции и Исторический архив. 8 мая 1941 года данные архивы вновь объединены в Государственный архив Кировской области.

### По работе с документами КПСС и общественных организаций
Образовано 8 октября 1938 года как Кировский областной партийный архив.

## Здания архива
| № | адрес                     | описание | фото |
| - | ------------------------- | --- | ---- |
| 1 | ул. Карла Маркса, 142     | главный корпус, архивохранилище № 1 (советского и постсоветского периодов), читальный зал № 1. Построено в 1987 году.        |      |
| 2 | ул. Ленина, 138           | архивохранилище № 2 (досоветского периода), читальный зал № 2. Построено в 1963 году.                                        |      |
| 3 | ул. Молодой Гвардии, 14-а | отдел комплектования и научно-технической обработки архивных документов. Бывший дом И. И. Сапожникова, построен в 1902 году. |      |
| 4 | ул. Казанская, 16-а       | структурное подразделение по работе с документами КПСС и общественных организаций. Построено в 1967 году.                    |      |
| 5 | ул. Ломоносова, 8         | структурное подразделение по работе с документами по личному составу. Построено в 1959 году.                                 |      |